# Parantones
Los Parantones fueron una tribu coahuilteca, subdivisión de los Aranama. Cuando los españoles llegaron a estos territorios, la tribu de las aranamas se fragmentó a causa de diferencias en sus intereses, los aranamas no se unieron a los españoles pero los parantones si lo hicieron. Fueron evangelizados en la misión de Nuestra señora del Espíritu Santo. Habitaban en la costa este de Texas al igual que los aranamas.

## Lengua
Existe un debate importante con respecto a la lengua de gran cantidad de pueblos indígenas al norte de México y sur de Estados Unidos, principalmente con los grupos del sur de Texas, son una gran cantidad de pueblos y los historiadores han querido a clasificarlos como de lengua Coahuilteca, uto-azteca o incluso atapascana. Los parantones en veces son presentados con una lengua Tónkawa, Karánkawa o Atapascana.